# Glenstrup Sø
Glenstrup Sø er en ca. 4,5 km lang sø, beliggende i en tunneldal ca. 5 km syd for Hobro, og parallelt med Mariager Fjord. Den er med 384 ha den 3. største sø i Nordjylland (efter Lund Fjord i Vejlerne og Vilsted Sø), og med en dybde på op til næsten 31 meter en af landets dybeste. Den har tilløb fra Østerkær Bæk, og mange kilder rundt langs bredderne. Dn har afløb mod vest til Kongsvad Å, som er et tilløb til Skals Å.
Søen er som en del af Skals Å-systemet en del af Natura 2000-område nr. 30 Lovns Bredning, Hjarbæk Fjord og Skals Ådal.
På bakken mod syd grundlagde Benediktinerordenen i slutningen af 1000-tallet et kloster i Glenstrup. Klosteret hvis beliggenhed man ikke kender, blev nedlagt i midten af 1400-tallet efter i en periode at have tilhørt Birgittinerklosteret i Mariager.
100 meter nord for Glenstrup Kirke, ned mod søen springer den vandrige Marekilde (eller Mariekilde) der var helligkilde i middelalderen, og på markerne
ned mod søen afholdtes frem til 1552 et årligt kildemarked.
Vest for Marekilde springer en anden helligkilde: Torekilde (eller
Thorekilde); Thore er et navn der også kendes fra 2 runesten fra egnen.

## Undersøgelse
Københavns Universitet har i et projekt omkring Glenstrup Sø lavet en undersøgelse om konsekvensern og muligheder ved at holde op med at dyrke lavbundsjord. Den konkluderer at det er samfundsøkonomisk fornuftigt at holde op med at dyrke lavbundsjorder. Det er et projekt, som ikke har et specifikt klimasigte, men som i højere grad handler om at skabe bedre vilkår for både natur, miljø og landbrug og landdistrikter.

## Eksterne kilder og henvisninger
1. ↑  Rapport: Samfundet vil tjene på at stoppe dyrkning af visse typer jorder  Ellen Ø Andersen, 19. jan. 2020 på politiken.dk
2. ↑  Samfundsøkonomisk cost-benefit-analyse af de forventede effekter af multifunktioneljordfordeling ved Glenstrup Sø Arkiveret 5. marts 2021 hos  Wayback Machine Schou, J. S., Lundhede, T., Olsen, S. B., & Callesen, G. E. (2019). Samfundsøkonomisk cost-benefit-analyse afde forventede effekter af multifunktionel jordfordeling ved Glenstrup Sø. Institut for Fødevare- ogRessourceøkonomi, Københavns Universitet. IFRO Rapport, Nr. 292 2019

- Om søen på naturturist.dk
- Danmarks Søer, Søerne i Nordjyllands og Viborg Amter, af Thorkild Høy m.fl. ISBN 87-7717-200-0

56°35′39.4″N 9°50′42.44″Ø / 56.594278°N 9.8451222°Ø